# Ayisatu (inslagkrater)
Ayisatu is een inslagkrater op de planeet Venus. Ayisatu werd in 1997 genoemd naar Ayisatu, een Fula meisjesnaam (West-Afrika).
De krater heeft een diameter van 7 kilometer en bevindt zich ten noorden van Tomem Dorsa in het quadrangle Bereghinya Planitia (V-8).